# Barett – Das Gesetz der Rache
Barett – Das Gesetz der Rache – deutscher Alternativtitel: Joshua Tree – Das Gesetz der Rache – ist ein US-amerikanischer Actionfilm mit dem schwedischen Schauspieler Dolph Lundgren in der Hauptrolle.

## Handlung
Der ehemalige Rennfahrer Barett Santee versucht, sein Geld mit dem Transport gestohlener Luxusautos zu verdienen. Als er und sein Partner Eddie bei einem dieser besagten Transporte von einem Polizisten gestoppt werden, gerät die Situation außer Kontrolle. Es kommt zu einer Schießerei, bei der sowohl Eddie als auch der Cop getötet werden.
Barett wird zu Unrecht des Mordes an den beiden bezichtigt und zu lebenslanger Haft verurteilt. Bei der Überführung ins Gefängnis flieht er, um sein Leben vor einem weiteren Mordversuch zu retten. Während der Beschaffung eines Autos kidnappt er zu seinem Schutz eine junge Frau die – wie sich später herausstellt – ein Hilfssheriff ist. Nun wird er von der gesamten Polizei des Bundesstaates gejagt.
Es wird schnell klar, dass es der Polizist Severence ist, der Barett zur Strecke bringen will. Er hat Barett schon als Jugendlichen verhaftet und sich seiner angenommen. Außerdem erweist sich, dass Severence hinter dem Autoschmuggel steht und er auch Baretts Partner Eddie und den Cop, der getötet wurde, auf dem Gewissen hat, um seine kriminellen Machenschaften zu schützen, die an dem besagten Tag beinahe aufflogen.
Ein Katz-und-Maus-Spiel beginnt, da Severence Barett aufgrund seines Wissens über ihn töten muss. Bei einer Schießerei in einer Lagerhalle, in der der Autoschmuggel stattfindet, übersieht Severence eine Überwachungskamera, die aufzeichnet, wie er einen weiteren Cop kaltblütig erschießt, der ebenfalls im Begriff war alles zu entdecken. Als die Polizei das Videoband sieht, kommt der Verdacht auf, dass Barett unschuldig ist.
Inzwischen liefern sich Barett und Severence derweil eine Verfolgungsjagd mit zwei Luxusautos, die in einem Showdown der beiden Kontrahenten in der Wüste endet. Severence wird verhaftet und Santee wird mit Hilfe der jungen Frau, die Zeugin der Geschehnisse war, freigesprochen.

## Hintergrund
Die Videofassung war um 3 Minuten gekürzt. Bei der DVD-Fassung handelt es sich um die ungekürzte 93-Minuten-Version, bei der die zusätzlichen Szenen nicht nachsynchronisiert wurden. Der Film war ursprünglich indiziert, wurde Ende Mai 2015 aber vom Index gestrichen.

## Kritiken
- film-dienst: „Relativ geradlinig in Konzeption und Dramaturgie bietet sich ein actiongeladenes Spektakel mit einem Maximum an Kampf- und Tötungsszenen auf B-Film-Niveau.“[3]